# Abebech Afework
Abebech Afework Bekele, née le 11 décembre 1990, est une athlète éthiopienne. 

## Carrière
Abebech Afework remporte la Great Ethiopian Run en 2011 et le Marathon de Rotterdam en 2014. Elle termine huitième du Marathon de Chicago 2013 et cinquième du Marathon de Berlin 2014.
Elle est également médaillée d'argent par équipes aux Championnats d'Afrique de cross-country 2012.